# VPRO
A VPRO é uma organização pública de rádio e televisão dos Países Baixos, fundada em 29 de maio de 1926 por religiosos.